# Glassy Ocean
Glassy Ocean (クジラの跳躍?) es un mediometraje de anime de autoría del ilustrador japonés Shigeru Tamura, producido por Bandai Visual en el año 1998. Ese mismo año ganó el Gran Premio a la mejor animación en el Festival de arte de Japón.
Fue transmitido por televisión por el canal de pago Locomotion con doblaje al español realizado en México y por Canal+ en Francia.

## Argumento
En lo que aparentemente es un mundo paralelo, el tiempo fluye a un ritmo mucho más lento de lo normal. El océano se mantiene en un estado sólido de la materia, como los individuos excéntricos que habitan esta tierra y que casualmente vagan sobre ella.
Una obra y una experiencia sensorial de imágenes y aventuras resucitadas de la creación mental de los personajes en el mundo de un hombre que vive al lado de un océano de vidrio.